# Eidsvold
Eidsvold è un comune del Queensland, in Australia. Si trova a circa 430 km a nord di Brisbane, la capitale dello Stato. Al censimento del 2006 contava 459 abitanti.
Il toponimo deriva dall'antica grafia del comune norvegese di Eidsvoll.

## Altri progetti

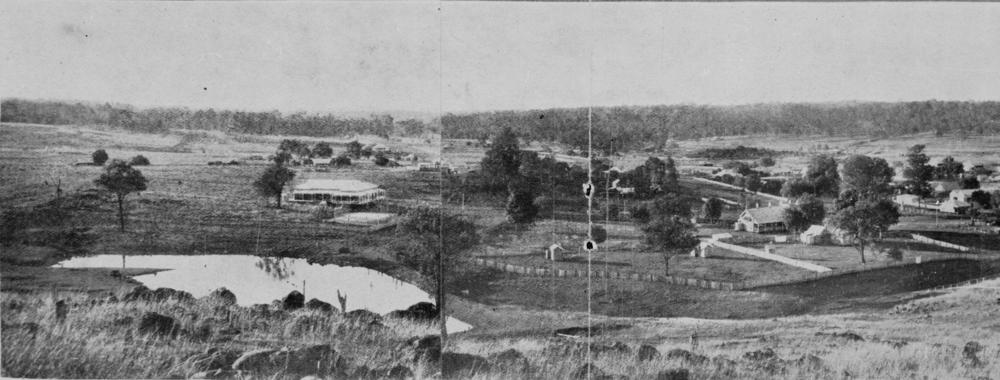
Eidsvold nel 1931